# Нассау-Вейльбург
Нассау-Вейльбург (нем. Nassau-Weilburg) — немецкая династия, правившая графством Нассау с 1344 по 1806 год. Правители этого дома впоследствии правили герцогством Нассау до 1866 года. С 1890 года они правили Великим герцогством Люксембург.

## Религия
Первые два великих герцога Люксембурга Адольф и Вильгельм IV были протестантами, после брака последнего с Марией Анной Португальской семья перешла в католичество.

## Галерея
- Вейльбург
- Замок Вейльбург
- Бибрихский дворец
- Дворец великих герцогов
- Замок Берг

## Правители

### Нассау

#### Графы Нассау-Вейльбурга
- 1344—1371: Иоганн I
- 1371—1429: Филипп I
- 1429—1442: Филипп II и Иоганн II
- 1442—1492: Филипп II
- 1492—1523: Людвиг I
- 1523—1559: Филипп III
- 1559—1593: Альбрехт
- 1559—1602: Филипп IV
- 1593—1625: Людвиг II
- 1625—1629: Вильгельм Людвиг, Иоганн IV и Эрнст Казимир
- 1629—1655: Эрнст Казимир
- 1655—1675: Фридрих
- 1675—1688: Иоганн Эрнст

#### Князья Нассау-Вейльберг
- 1688—1719: Иоганн Эрнст
- 1719—1753: Карл Август
- 1753—1788: Карл Кристиан
- 1788—1816: Фридрих Вильгельм
- 1816: Вильгельм

#### Герцоги Нассау
- 1816—1839: Вильгельм
- 1839—1866: Адольф

### Великие герцоги Люксембурга
- 1890—1905: Адольф
- 1905—1912: Вильгельм IV
- 1912—1919: Мария Аделаида
- 1919—1964: Шарлотта